# گوستاو زمگالس
گوستاو زمگالس (انگلیسی: Gustavs Zemgals؛ ۱۲ اوت ۱۸۷۱ – ۶ ژانویه ۱۹۳۹ (۶۷ ساله)) سیاست‌مدار اهل لتونی بود. وی از ۸ آوریل ۱۹۲۷ تا ۴ سپتامبر ۱۹۳۰ رئیس‌جمهور این کشور بود.
گوستاو زمگالس در ۶ ژانویه ۱۹۳۹، در سن ۶۷ سالگی درگذشت.